# Сборная Чили по регби
Сборная Чили по регби представляет Чили в международных матчах и соревнованиях по регби-15 высшего уровня. Делами сборной управляет Федерация регби Чили. Команда, известная под прозвищем Los Cóndores — «кондоры» проводит матчи с 1936 года. В дебютной игре чилийцы проиграли принципиальным соперникам из Аргентины — 0:29. Команда считается третьей по силе в Южной Америке и 29 — в мире.
В 2023 году во Франции состоялось дебютное выступление сборной Чили в финальной части чемпионата мира по регби

## История
Первый чемпионат мира проводился без предварительного отборочного этапа, однако чилийцы участвовали в квалификации к чемпионату 1995 года. В первой игре чилийцы уступили Парагваю с незначительной разницей в счёте, но затем последовали более серьёзные поражения от уругвайцев и аргентинцев. В итоге чилийская команда потеряла все шансы на выход в финальную часть мирового первенства.
Следующий кубок мира также мог пройти при участии Чили. Сборная играла во втором отборочном раунде американской зоны, где сумела выиграть в обоих турах. В третьем раунде регбисты снова встретились с Парагваем и Уругваем, и в этот раз обыграли парагвайцев. Тем не менее, ещё одно поражение от Уругвая лишило команду шансов на дальнейшее продвижение. Новый отборочный цикл стал для Чили ещё более успешным: сборная преодолела третий раунд, одолев Парагвай и Бразилию, и вышла в четвёртый. Несмотря на две победы, одержанные в рамках раунда, команда не вошла в число участников чемпионата.
Кубок мира по Франции, к огорчению чилийских болельщиков, в очередной раз остался вне досягаемости сборной. Команда стартовала в отборе со второго раунда, в матчах которого обыграла Бразилию и Парагвай. Третий же раунд свёл Чили с Аргентиной и Уругваем. Команда заняла третье место и не квалифицировалась для участия в чемпионате мира.
В 2022 году сборная Чили добилась исторической победы, обыграв по сумме двух матчей сборную США 52:51 и впервые в истории пробившись в финальный этап чемпионата мира 2023 года.

## Участие в соревнованиях

### Чемпионат мира
- 1987: не приглашены
- 1991: не прошли квалификацию
- 1995: не прошли квалификацию
- 1999: не прошли квалификацию
- 2003: не прошли квалификацию
- 2007: не прошли квалификацию
- 2011: не прошли квалификацию
- 2015: не прошли квалификацию
- 2019: не прошли квалификацию
- 2023: прошли квалификацию

### Межконтинентальный кубок

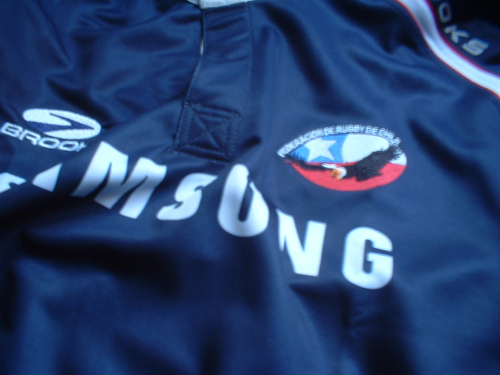
Резервая регбийка сборной (2008 год).

- 2004: 3-е место
- 2005: ?

### Кросс-бордерс
- 2009: ?
- 2010: 4-е место в группе
- 2011: 3-е место в группе

### Чемпионат Южной Америки
| - 1951: 3-е место - 1958: 2-е место - 1961: 2-е место - 1964: 4-е место - 1967: 2-е место - 1969: 2-е место - 1971: 2-е место - 1973: 3-е место - 1975: 2-е место - 1977: 3-е место - 1979: 3-е место - 1981: 2-е место - 1983: 3-е место - 1985: 3-е место - 1987: 3-е место - 1989: 3-е место - 1991: 3-е место | - 1993: 4-е место - 1995: 3-е место - 1997: 3-е место - 1998: 3-е место - 2000: 3-е место («A») - 2001: 3-е место («A») - 2002: 3-е место («A») - 2003: 3-е место («A») - 2004: 3-е место («A») - 2005: 3-е место («A») - 2006: 3-е место («A») - 2007: 3-е место («A») - 2008: 3-е место («A») - 2009: 3-е место («A») - 2010: 3-е место («A») - 2011: 2-е место («A») - 2012: 3-е место («A») |

## Тренеры сборной
| Годы       | Тренер             |
| ---------- | ------------------ |
| 2002–2006  | Хорхе Навеси       |
| 2007       | Кристиан Ига       |
| 2007       | Гонсоло Бальбонтин |
| 2008–2012  | Даниэль Грако      |
| 2012–2014  | Омар Туркуман      |
| 2014–2015  | Пол Хили           |
| 2016       | Элиас Сантильян    |
| 2016–2017  | Бернар Шаррейр     |
| 2017       | Омар Туркуман      |
| 2017–2018  | Марк Кросс         |
| 2018–н. в. | Пабло Лемуан       |